# Конуры
Конуры — деревня в Михайловском районе Рязанской области России.

## Этимология
Вероятно, конурами именовались деревни, в которых были плохие дома.
Согласно словарю Даля, конура — тесное, низкое жилье; грязное, тёмное помещение; землянка.
Другое название деревни — Онтоновское, по фамилии помещика Онтонова.

## История
В 1850 г. было 7 помещиков.
До 1924 года деревня входила в состав Горностаевской волости Михайловского уезда Рязанской губернии.

## Население
| 1929 | 2007 | 2010 |
| ---- | ---- | ---- |
| 578  | ↘8   | ↘4   |